# Daisies
Daisies ist ein Lied der US-amerikanischen Sängerin Katy Perry. Er wurde am 15. Mai 2020 von Capitol Records als Leadsingle aus ihrem sechsten Studioalbum Smile (2020) veröffentlicht.

## Komposition
Sie schrieb den Song zusammen mit Jon Bellion, Jacob Kasher Hindlin, Michael Pollack und den Produzenten Jordan K. Johnson und Stefan Johnson aus dem Musikproduzententeam von The Monsters & Strangerz.
"Daisies" ist ein Pop- und Elektropop-Song mit akustischen Gitarren.

## Veröffentlichung
Am 7. Mai 2020 kündigte Perry in den sozialen Medien an, dass die erste Single ihres kommenden sechsten Albums mit dem Titel "Daisies" am 15. Mai 2020 veröffentlicht werden würde. An diesem Tag wurde auch das Titelbild veröffentlicht, das Perry lächelnd in einem Feld mit gelben Gänseblümchen zeigt. Ein Remix von MK folgte am 29. Mai 2020.

## Musikvideos
Ein Musikvideo unter der Regie von Liza Voloshin wurde zusammen mit der Single am 15. Mai 2020 veröffentlicht. Später verriet sie, dass das Musikvideo nicht das war, was ursprünglich geplant war, sondern dass aufgrund der COVID-19-Pandemie der ursprünglich für den 13. März 2020 geplante Dreh abgesagt wurde.
Zur Unterstützung von LGBT Pride veröffentlichte Perry am 26. Juni 2020 ein alternatives Video mit dem Titel Daisies (Can’t Cancel Pride). Das Video verwendet den Deep-House-Remix von "Daisies" von Oliver Heldens und ist eine Aufzeichnung von Perrys virtuellem Auftritt auf dem Can't Cancel Pride-Benefizkonzert. In diesem Remix sind auch Zeilen aus ihrem Backkatalog von Songs enthalten, darunter: I Kissed a Girl, Peacock, Walking on Air und Swish Swish.

## Kommerzieller Erfolg

### Chartplatzierungen
Daisies avancierte zum weltweiten Charthit und erreichte unter anderem Rang 37 im Vereinigten Königreich, Rang 40 der US-amerikanischen Billboard Hot 100, Rang 57 in der Schweiz sowie Rang 64 in Österreich. In Deutschland verfehlte das Lied die offiziellen Singlecharts, erreichte jedoch Rang drei der Single-Trend-Charts am 22. Mai 2020.
| ChartsChartplatzierungen       | Höchstplatzierung | Wochen |
| ------------------------------ | ----------------- | ------ |
| Österreich (Ö3)                | 64 (1 Wo.)        | 1      |
| Schweiz (IFPI)                 | 57 (2 Wo.)        | 2      |
| Vereinigte Staaten (Billboard) | 40 (7 Wo.)        | 7      |
| Vereinigtes Königreich (OCC)   | 37 (8 Wo.)        | 8      |

### Auszeichnungen für Musikverkäufe
| Land/Region                  | Auszeichnungen für Musikverkäufe (Land/Region, Auszeichnung, Verkäufe) | Verkäufe |
| ---------------------------- | ---------------------------------------------------------------------- | -------- |
| Australien (ARIA)            | Platin                                                                 | 70.000   |
| Brasilien (PMB)              | 2× Platin                                                              | 80.000   |
| Kanada (MC)                  | Platin                                                                 | 80.000   |
| Vereinigte Staaten (RIAA)    | Gold                                                                   | 500.000  |
| Vereinigtes Königreich (BPI) | Silber                                                                 | 200.000  |
| Insgesamt                    | 1× Silber · 1× Gold · 4× Platin ·                                      | 930.000  |

Hauptartikel: Katy Perry/Auszeichnungen für Musikverkäufe